# Rathaus Spandau (metrostation)
Het metrostation Rathaus Spandau ligt onder de Altstädter Ring, haaks op en ten noorden van het spoorwegstation. Station Rathaus Spandau is het noordwestelijke eindpunt van lijn U7 en werd geopend op 1 oktober 1984.
De jaren 1970 en 1980 gelden als het hoogtepunt van de metrobouw in West-Berlijn. De U7 is een van de lijnen die grotendeels in deze periode vorm kregen. Tussen 1971 en 1984 werd de lijn in vier etappes met een kleine 18 kilometer naar het westen verlengd. Hierdoor ontstond een al lang gewenste metroverbinding met Spandau, die door het wegvallen van de S-Bahn in 1980 nog dringender was geworden. Voor 1984 verliep de bulk van het openbaar vervoer naar het noordwestelijke stadsdeel via metrostation Ruhleben, eindpunt van lijn U2, dat over een zeer frequente busverbinding met Spandau beschikte. Aangezien station Ruhleben niet bijzonder ver (ongeveer drie kilometer) van het Spandause centrum ligt, was in de dertiger jaren al een verbinding met Spandau door middel van een verlenging van de U2 gepland. Uiteindelijk besloot men echter de U7 naar Spandau door te trekken, waardoor ook de Siemensstadt ontsloten zou worden. Dit betekende echter dat er veel meer kilometers tunnel gegraven moesten worden, de metro bovendien door deels dunbevolkte industriegebieden zou lopen én men met moeilijke geologische omstandigheden te maken kreeg. De aanleg van het traject Rohrdamm - Rathaus Spandau vergde zes verschillende bouwmethodes en kostte een kleine 150 miljoen mark per kilometer, hetgeen op veel kritiek stuitte. Zoals gezegd beleefde de metrobouw echter een ware hausse, subsidiegelden van de bondsregering vloeiden rijkelijk.
Dat kosten niet gespaard werden is ook te zien aan de inrichting van de stations op het Spandause traject, die alle werden ontworpen door Rainer Rümmler, huisarchitect van de Berlijnse metro. Station Rathaus Spandau is door zijn weelderige inrichting, maar ook door zijn enorme omvang, met recht het pronkstuk van de lijn te noemen. De brede en hoge perronhal heeft de aanblik van een balzaal, met grote, met zwart graniet afgewerkte vierkante zuilen, gedecoreerde kapitelen en sierlijke verlichtingselementen. De ruim opgezette en als vide boven de sporen uitgevoerde tussenverdiepingen aan beide uiteinden van het station zijn door een wijdvertakt stelsel van gangen verbonden met de omliggende straten en het spoorwegstation.

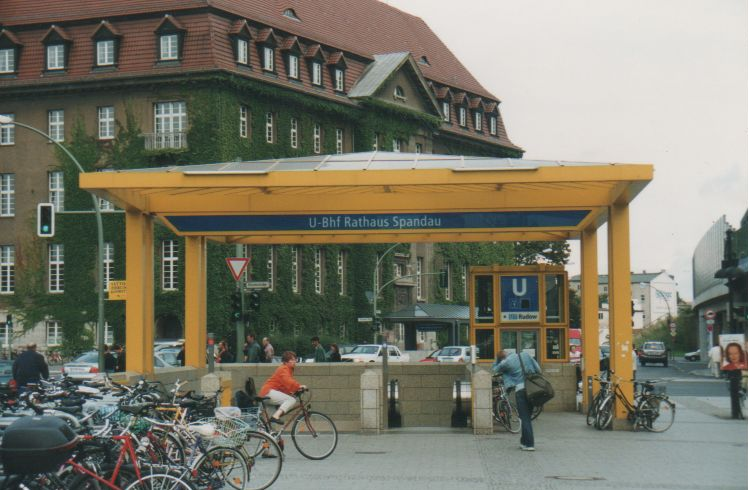
Een van de toegangen tot station Rathaus Spandau; op de achtergrond is het Spandause raadhuis te zien.

Om het verkeer op de drukke Altstädter Ring niet al te zeer te verstoren, koos men bij de bouw van station Rathaus Spandau voor de wanden-dakmethode. Deze tunnelbouwwijze heeft als voordeel dat er slechts gedurende beperkte tijd een open bouwput nodig is en de oorspronkelijke situatie op het maaiveld betrekkelijk snel hersteld kan worden. De aansluitende tunnels naar station Altstadt Spandau ontstonden, om de historische binnenstad te ontzien, door middel van de boorschildtechniek.
Metrostation Rathaus Spandau beschikt over twee eilandperrons en vier spoorbeddingen, waarvan overigens alleen de binnenste twee worden gebruikt. De buitenzijde van de perrons zijn dan ook voor het publiek afgeschermd met (uiteraard decoratief uitgevoerde) hekken. In de buitenste spoorbeddingen liggen nog geen rails, maar wellicht zal hier ooit de U2 gaan rijden. Deze lijn, waarvan de verlengingsplannen al werden vermeld, wordt mogelijk in de verre toekomst doorgetrokken naar Falkenhagener Feld, terwijl voor de U7 een tracé naar Staaken gereserveerd is. Om een cross-platform-overstap in de richting "stad-uit" en "stad-in" van beide lijnen mogelijk te maken, zou de U2 in station Rathaus Spandau links rijden. Realisering van de plannen is vanwege de slechte financiële situatie van Berlijn echter zelfs op middellange termijn niet te verwachten. Het prioriteitenplan voor het stadsvervoer tot 2030 rept dan ook met geen woord over metroverlengingen in Spandau.